# Natasha Liu Bordizzo
Natasha Liu Bordizzo (Sydney, 25 agosto 1994) è un'attrice australiana.

## Biografia
Natasha Liu Bordizzo è nata a Sydney nel 1994. Sua madre è di origini cinesi, mentre il padre è di origini italiane. Ha esordito nel 2016 con il film di arti marziali Crouching Tiger, Hidden Dragon: Sword of Destiny, sequel de La tigre e il dragone.

## Filmografia

### Cinema
- Crouching Tiger, Hidden Dragon: Sword of Destiny (臥虎藏龍：青冥寶劍S), regia di Yuen Wo Ping (2016)
- Gong shou dao (功守道S), regia di Zhang Wen – cortometraggio (2017)
- The Greatest Showman, regia di Michael Gracey (2017)
- Detective Chinatown 2 (唐人街探案2S), regia di Chen Sicheng (2018)
- Armour, regia di Ben Briand – cortometraggio (2018)
- Attacco a Mumbai - Una vera storia di coraggio (Hotel Mumbai), regia di Anthony Maras (2018)
- The Naked Wanderer, regia di Alan Lindsay (2019)
- Guns Akimbo, regia di Jason Lei Howden (2019)
- Il drago dei desideri (Wish Dragon), regia di Chris Appelhans – voce (2021)
- The Voyeurs, regia di Michael Mohan (2021)
- Day Shift - A caccia di vampiri (Day Shift), regia di J. J. Perry (2022)

### Televisione
- The Society – serie TV, 10 episodi (2019)
- Most Dangerous Game – serie TV, ep. 1x12-1x14-1x15 (2020)
- Ahsoka – serie TV, 8 episodi (2023)

## Doppiatrici italiane
Nelle versioni in italiano delle opere in cui ha recitato, Natasha Liu Bordizzo è stata doppiata da:
- Giorgia Brunori in Day Shift - A caccia di vampiri, Ahsoka
- Virginia Brunetti in Guns Akimbo
- Giorgia Carnevale in The Voyeurs
- Eva Padoan in The Society

Come doppiatrice, è stata sostituita da: 
- Veronica Benassi in Il drago dei desideri